# Chloroacétamide
Le chloroacétamide est un composé organochloré de formule C2H4ClNO, utilisé comme herbicide et conservateur. Il se présente sous la forme d'une substance cristalline jaune ou incolore, très soluble dans l'eau.

## Toxicité
Le chloroacétamide est toxique lorsqu'il est ingéré, irrite les yeux et la peau et peut provoquer une réaction allergique. Il est considéré comme nuisible à la fertilité et pourrait provoquer des malformations congénitales[réf. nécessaire]. Il se décompose quand il est porté à plus de 225 °C, libérant des gaz toxiques comme le dichlore et l'oxyde d'azote.

## Réglementation
En France, l'ANSM a interdit en juin 2012 la distribution de produits cosmétiques contenant du chloroacétamide.